# Îles Tristao
Îles Tristao är öar i Guinea.   De ligger i prefekturen Boke Prefecture och regionen Boke Region, i den västra delen av landet. Arean är 240 kvadratkilometer.
Terrängen på Îles Tristao är mycket platt. Öns högsta punkt är 34 meter över havet. Den sträcker sig 22,9 kilometer i nord-sydlig riktning, och 19,1 kilometer i öst-västlig riktning.